# Tobré
Tobré è un arrondissement del Benin situato nella città di Pehonko (dipartimento di Atakora) con 19.533 abitanti (dato 2006).